# 四棚乡
四棚乡，是中华人民共和国吉林省通化市通化县下辖的一个乡镇级行政单位。

## 行政区划
四棚乡下辖以下地区：
新兴社区、四棚村、头棚村、二棚村、三棚村、砬子沟村、车岭背村、三人班村、华鲜村和老米沟村。